# 于泰勒
于泰勒（法語：Utelle，法語發音：[ytɛl]）是法国滨海阿尔卑斯省的一个市镇，位于该省中部，属于尼斯区。

## 地理
于泰勒（43°55'9"N, 7°15'51"E）面积67.97 平方千米，位于法国普罗旺斯-阿尔卑斯-蓝色海岸大区滨海阿尔卑斯省，该省份为法国东南部沿海省份，南濒地中海，西南至瓦尔省，西北接上普罗旺斯阿尔卑斯省，北部和东部与意大利接壤。
与于泰勒接壤的市镇（或旧市镇、城区）包括：邦松、克朗斯、迪拉尼斯、朗托斯克、勒旺斯、吕塞拉姆、马洛塞讷、勒韦斯特莱罗什、拉图尔、图尔内福尔、沃南松。

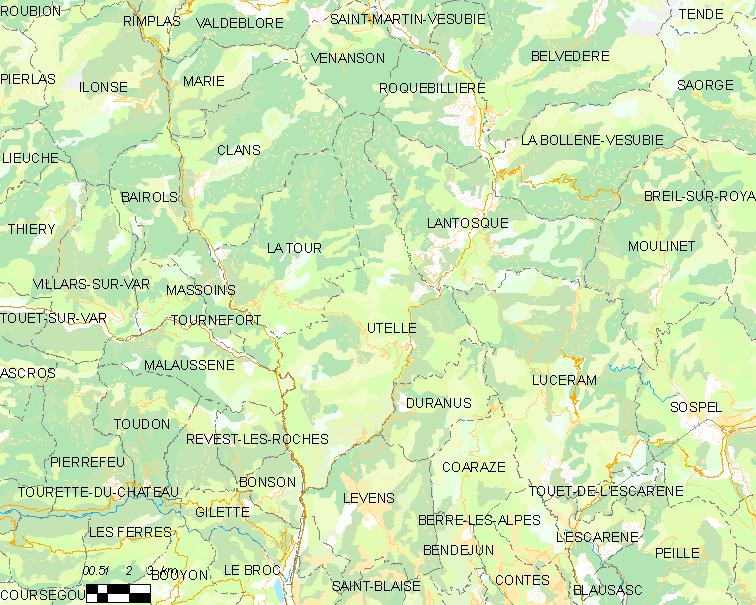
于泰勒的OSM定位图

于泰勒的时区为UTC+01:00、UTC+02:00（夏令时）。

## 行政
于泰勒的邮政编码为06450，INSEE市镇编码为06151。

## 政治
于泰勒所属的省级选区为图雷特勒旺斯县。

## 人口

1962-2008年间于泰勒人口变化图示

于泰勒于2022年1月1日时的人口数量为824人。